# Новопокровський (Зілаїрський район)
Новопокро́вський (рос. Новопокровский, башк. Яңы Покровка) — хутір у складі Зілаїрського району Башкортостану, Росія. Входить до складу Дмитрієвської сільської ради.
Населення — 65 осіб (2010; 100 в 2002).
Національний склад:
- росіяни — 70%